# Jules Koundé
Jules Olivier Koundé (ur. 12 listopada 1998 w Paryżu) – francuski piłkarz pochodzenia benińskiego, występujący na pozycji obrońcy w hiszpańskim klubie FC Barcelona oraz w reprezentacji Francji. Srebrny medalista Mistrzostw Świata 2022. Półfinalista Mistrzostw Europy 2024. Uczestnik Mistrzostw Europy 2020.

## Kariera klubowa
Wychowanek Girondins Bordeaux. W czasach juniorskich trenował także w klubach: Fraternelle de Landiras, Cérons i FC La Brède. W 2017 dołączył do pierwszego zespołu Bordeaux. W Ligue 1 zadebiutował 13 stycznia 2018 w wygranym 1:0 meczu z Troyes AC. 

### Sevilla FC
3 lipca 2019 podpisał 5-letni kontrakt z Sevillą FC, suma odstępnego wyniosła 25 mln euro. W hiszpańskim klubie zadebiutował 18 sierpnia w meczu Primera División z RCD Espanyol (2:0).

### FC Barcelona
28 lipca 2022 podpisał kontrakt z FC Barceloną, kwota transferu wyniosła 55 mln euro. Swój debiut w barwach drużyny z Barcelony zaliczył 28 sierpnia w wygranym 4:0 ligowym meczu z Realem Valladolid.

## Kariera reprezentacyjna
W seniorskiej reprezentacji Francji zadebiutował 2 czerwca 2021 w meczu towarzyskim z Walią. Podczas mundialu w Katarze zaliczył występy w 6 meczach, zdobywając z zespołem 2. miejsce.

## Statystyki

### Klubowe
(aktualne na 30 kwietnia 2025)
| Klub               | Sezon              | Liga               | Liga  | Liga   | Puchar kraju | Puchar kraju | Europa | Europa | Inne  | Inne   | Suma  | Suma   |
| Klub               | Sezon              | Liga               | Mecze | Bramki | Mecze        | Bramki       | Mecze  | Bramki | Mecze | Bramki | Mecze | Bramki |
| ------------------ | ------------------ | ------------------ | ----- | ------ | ------------ | ------------ | ------ | ------ | ----- | ------ | ----- | ------ |
| Girondins Bordeaux | 2017/2018          | Ligue 1            | 18    | 2      | 1            | 0            | –      | –      | –     | –      | 19    | 2      |
| Girondins Bordeaux | 2018/2019          | Ligue 1            | 37    | 0      | 4            | 0            | 10     | 2      | –     | –      | 51    | 2      |
| Girondins Bordeaux | Ogólnie            | Ogólnie            | 55    | 2      | 5            | 0            | 10     | 2      | 0     | 0      | 70    | 4      |
| Sevilla FC         | 2019/2020          | Primera División   | 29    | 1      | 2            | 1            | 9      | 0      | 0     | 0      | 40    | 2      |
| Sevilla FC         | 2020/2021          | Primera División   | 34    | 2      | 7            | 1            | 7      | 1      | 1     | 0      | 49    | 4      |
| Sevilla FC         | 2021/2022          | Primera División   | 32    | 2      | 3            | 1            | 9      | 0      | 0     | 0      | 44    | 3      |
| Sevilla FC         | Ogólnie            | Ogólnie            | 95    | 5      | 12           | 3            | 25     | 0      | 1     | 0      | 133   | 9      |
| FC Barcelona       | 2022/2023          | Primera División   | 29    | 1      | 4            | 0            | 5      | 0      | 2     | 0      | 40    | 1      |
| FC Barcelona       | 2023/2024          | Primera División   | 35    | 1      | 3            | 1            | 8      | 0      | 2     | 0      | 48    | 2      |
| FC Barcelona       | 2024/2025          | Primera División   | 32    | 2      | 6            | 2            | 13     | 0      | 2     | 0      | 53    | 4      |
| FC Barcelona       | Ogólnie            | Ogólnie            | 96    | 4      | 13           | 3            | 26     | 0      | 6     | 0      | 141   | 7      |
| Ogólnie w karierze | Ogólnie w karierze | Ogólnie w karierze | 247   | 11     | 30           | 6            | 61     | 3      | 7     | 0      | 344   | 20     |

### Reprezentacyjne
(aktualne na 22 października 2024)
| Reprezentacja | Rok     | Mecze | Bramki |
| ------------- | ------- | ----- | ------ |
| Francja       | 2021    | 7     | 0      |
| Francja       | 2022    | 11    | 0      |
| Francja       | 2023    | 6     | 0      |
| Francja       | 2024    | 14    | 0      |
| Ogólnie       | Ogólnie | 38    | 0      |

## Sukcesy

### Sevilla
- Liga Europy: 2019/2020

### FC Barcelona
- Mistrzostwo Hiszpanii: 2022/2023, 2024/2025
- Superpuchar Hiszpanii: 2022/2023, 2024/2025
- Puchar Króla: 2024/2025

### Reprezentacja Francji:
- Wicemistrz Świata: 2022
- Liga Narodów UEFA: 2020/2021
- Półfinalista Mistrzostw Europy: 2024[6]

### Indywidualne
- Drużyna roku Ligi Europy: 2019/2020[7]
- Drużyna roku La Liga: 2021/2022[8], 2022/2023[9]